# فهد النجار
فهد النجار ممثل ورياضي سوري، كان لاعبا في الكيك بوكسينغ والكاراتيه و(كمال الأجسام). استطاع إحراز بطولة سوريا في الكيك بوكسينغ عام 2008، ثم انتقل إلى التدريب بعدها بعام. شارك في العديد من الأعمال الدرامية التلفزيونية السورية. نقلت وسائل إعلام أنه قُتل في 12 ديسمبر 2014  أثناء مشاركته مع الجيش العربي السوري في إحدى المعارك.

.
تبيّن لاحقاً أنه على قيد الحياة وسيشارك في عمل درامي تلفزيوني.

## ولادته
ولد فهد النجار في 17 يونيو \حزيران 1970 في مدينة إدلب وترعرع بها إلى أن أصبح مدرب في الكيك بوكسينغ وبدأ بمهنة التمثيل ونال لقب بطل الجمهورية العربية السورية في كمال الأجسام واحترف تلك الرياضة.

## إنجازته الرياضية
- إنجازته في رياضة الـكيك بوكسينغ :

1. تم ترشيحه في عام 2009 و2010  لقيادة وتدريب منتخب الجمهورية العربية السورية لل  كيك بوكسينغ
2. حائز  على لقب بطل الجمهورية العربية السورية في ال كيك بوكسينغ في عام 2008
3. فوز منتخب الجمهورية العربية السورية في عام 2009 بقيادة مدربها  فهد النجار

- إنجازاته في رياضة كمال الأجسام :

1. حائز على لقب بطل الجمهورية العربية السورية في كمال الأجسام لثلاث اعوام :2009,2011,2012

- إنجازته في رياضة الكاراتيه:

1. حائز على ذهبية دورة عربية وفضية غرب آسيا الكاراتيه

## أعماله الدرامية التلفزيونية
- شارك فهد بالكثير من المسلسلات والأعمال الفنية ومنها:

1. مسلسل غزلان في غابة الذئاب
2. مسلسل الولادة من الخاصرة
3. مسلسل كثير من الحب كثير من العنف (هارون)
4. مسلسل الفوارس
5. مسلسل الفصول الأربعة
6. مسلسل بقعة ضوء
7. مسلسل عصر الجنون

## التحاقه بالجيش السوري
عام 2014 انتسب النجار إلى قوات الدفاع الوطني كما أنه شارك في معارك جرمانا وفي الكثير من معارك دمشق و إدلب.

## إشاعة وفاته
بتاريخ 12 كانون الأول - ديسيمبر 2014، نقلت وسائل إعلام خبر مقتل النجار أثناء قتاله في صفوف الجيش العربي السوري في مدينة إدلب في معسكر وادي الضيف في معارك عنيفة ضد المعارضة المسلحة.
تبيّن لاحقاً أن النجار على قيد الحياة وسيشارك في عمل درامي تلفزيوني.